# 2-Phosphoglycerinsäure
2-Phosphoglycerinsäure ist eine chemische Verbindung aus der Gruppe der phosphorylierten Hydroxycarbonsäuren.

## Isomere
Von 2-Phosphoglycerinsäure existieren zwei stereoisomere Formen, die natürlich vorkommende D-2-Phosphoglycerinsäure (Synonym: (R)-2-Phosphoglycerinsäure) und das praktisch bedeutungslose Enantiomer L-2-Phosphoglycerinsäure.

## Biologische Funktion

D-2-Phosphoglycerat

Von besonderer Bedeutung ist das unter physiologischen Bedingungen als Anion vorliegende D-2-Phosphoglycerat, das ein Intermediat der Glycolyse und der Gluconeogenese darstellt. Durch die Phosphoglyceratmutase findet die Umwandlung zu D-3-Phosphoglycerat statt. Auch die Rückreaktion wird durch sie katalysiert. Das Enzym Enolase wandelt D-2-Phosphoglycerat in Phosphoenolpyruvat und Wasser um. Diese Reaktion ist ebenfalls reversibel.